# Лукреция
Лукре́ция (лат. Lucretia; ум. ок. 510-508 гг. до н. э.) — легендарная римская матрона, прославившаяся своей красотой и добродетелью.
По сообщению античных историков, царский сын Секст Тарквиний в 510/508 году до н. э. пленился красотой Лукреции и, угрожая оружием, изнасиловал её. Лукреция рассказала обо всём своему мужу и заколола себя на его глазах. Это событие послужило началом бунта, поднятого Луцием Юнием Брутом и привело к свержению царской власти в Риме и к установлению Республики. Именно поэтому на протяжении веков римской истории и в дальнейшем Лукреция была весьма почитаема, представляя архетипный образец женской чистоты и доблести.
В литературе и изобразительном искусстве Лукреция является символом доблести, непокоренной тиранией, часто её фигура символизирует Рим (или шире — Родину), а насильник — образ тирана (или врага).

## История
Лукреция была дочерью Спурия Лукреция Триципитина и женой Луция Тарквиния Коллатина (чей отец был двоюродным братом царя Тарквиния Гордого). Согласно позднему источнику, Брут приходился ей дядей по матери, то есть Лукреций Триципитин был женат на Юнии, сестре Брута и внучке царя Тарквиния Древнего. Отец Лукреции, римский префект, принадлежал к древнему сабинскому роду, связанному с царями (например, жену царя Нумы Помпилия по одной версии тоже звали Лукрецией, то есть они были родней).
Детали истории варьируются в зависимости от источника. Основная канва такова: во время осады Ардеи на пиру у Секста Тарквиния (сына царя Тарквиния Гордого) произошёл спор о достоинствах жен пирующих. Чтобы его разрешить, спорщики вскочили на коней и отправились по очереди в дом каждого. Только жену Коллатина застали за работой — она пряла шерсть у окна, в то время как царские невестки предавались забавам. На следующий вечер Секст вернулся в дом своего родича.
Ночью, угрожая женщине оружием, он изнасиловал её под угрозой шантажа.

«А если ты попытаешься сопротивляться из желания сохранить целомудрие, я убью тебя и, прикончив одного из рабов, положу ваши тела рядом и заявлю, что застал тебя, когда ты предавалась разврату с рабом, и наказал, мстя за оскорбление родственника, так что смерть твоя окажется позорной и постыдной, и тело твое не удостоится ни погребения, ни чего другого, положенного по обычаю».

Лукреция послала гонца к отцу и мужу. Когда они прибыли в сопровождении Луция Юния Брута и Публия Валерия, она рассказала им о произошедшем и покончила с собой. Вытащив нож из мертвого тела женщины, Брут (по Титу Ливию) поклялся: «Этой чистейшею прежде, до царского преступления, кровью клянусь — и вас, боги, беру в свидетели, — что отныне огнем, мечом, чем только сумею, буду преследовать Луция Тарквиния с его преступной супругой и всем потомством, что не потерплю ни их, ни кого другого на царстве в Риме». Затем Брут передал нож Коллатину, Лукрецию и Валерию, которые повторили слова клятвы.
Тело Лукреции вынесли на улицы, демонстрируя преступление царской власти. Подняв народ в Коллации, восставшие устремляются в Рим. Там они также воодушевляют народ на борьбу, после чего принимается решение об изгнании царя.
Первыми консулами республики были избраны Брут и вдовец Коллатин. Но вскорости народ стал тяготиться именем Тарквиния, поскольку тот принадлежал к царскому дому. Дабы не стать жертвой народного раздражения и вняв увещеваниям друзей, Коллатин добровольно отправился в изгнание в Лавиний. Вместо него консулом стал Публий Валерий Публикола.

### Источники

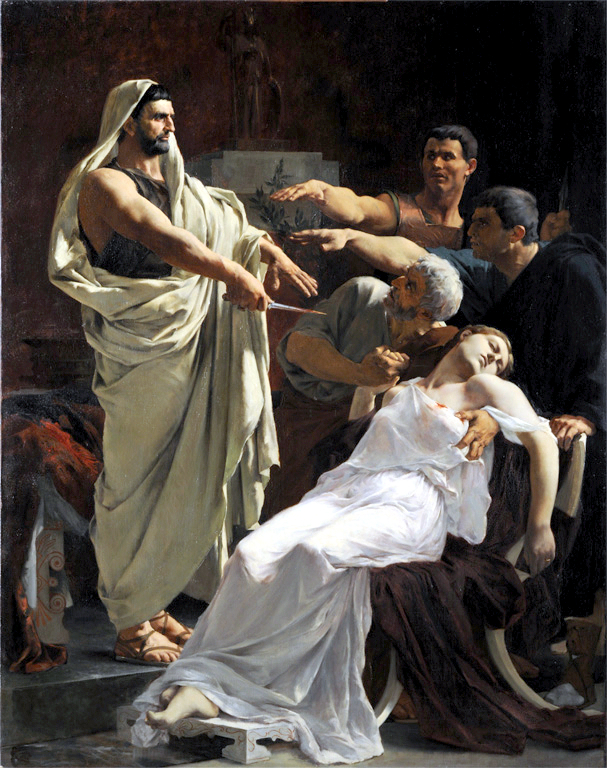
Анри Пинта. «Клятва Брута над телом Лукреции», 1884

### Достоверность и архетипичность
Единства мнений о подлинности этой истории среди историков Нового времени нет. Одни исследователи видят в ней всего лишь легенду, имевшую отношение к религиозным культам Ардеи и принесенную в Рим только во второй половине IV века до н. э. Есть версия, что это полностью вымышленная история, введенная в III веке до н. э., чтобы прикрыть неприятный для римлян факт, что последний царь был изгнан этруском Порсенной, а не в результате народного восстания. Вероятней всего, героиня может быть вымышленной, однако некое историческое ядро в описании событий, приведших к свержению Тарквиния, имеется.
Большое количество романтизированных и поэтических черт в истории выдают её значительную обработку в рамках древнеримского литературного процесса. Возможно, у истории был какой-то театральный источник.
Архетипичными чертами истории является, в частности, родство между мужем героини и её насильником (в сказках и мифах мужчины в подобных ситуациях оказываются вообще братьями). На трех погребальных урнах I века до н. э. угадывают этрусскую версию этого сюжета — и в трактовке другого народа Лукреция оказывается соблазненной Тарквинием, а с собой она кончает, когда любовник её бросил. Если женщина была старше Тарквиния, то история могла быть сходна с мифами о Федре, Потифаре, Дидоне и Энее. А поскольку история Лукреции является компонентом изгнания династии Тарквиниев из Рима, это придает ей сходство с рассказами о тиранах-насильниках, которые были распространены в древнегреческой литературе; Тарквиний Гордый воплощает стереотипные черты античного тирана. Плутарх рассказывает несколько историй о греческих женщинах, подвергшихся насилию, которые отомстили своему насильнику (Mul. virt. 20, 22, 24, 26), а у Павсания (VIII. 47. 6) написано о безвестной девушке, которая была изнасилована тираном Орхомена и покончила с собой. У него же (II. 20. 2) рассказывается об аргосском военачальнике Брианте, из-за аналогичного поступка которого поднялось народное восстание. Есть версия, что поэт Акций в несохранившейся трагедии «Брут» (последняя треть II века до н. э.), написав пьесу как перепев «Электры» Еврипида, воспел там самоубийство Лукреции. Возможно, имело место «превращение истории Лукреции из литературного сюжета в псевдоисторический рассказ о падении древней римской монархии», либо «подлинная в основном история Лукреции была обработана на манер греческой трагедии». Наличие в ней специфически римских деталей было вызвано ритуальной практикой и её осмыслением римскими историками от Акция до Ливия.
Уже Авл Геллий во II веке н. э. обратил внимание на то (XVII. 21. 6—7), что свержение династии Тарквиниев в Риме происходило в то же десятилетие, что и свержение тиранов Писистратидов в Афинах (514-8 годы до н. э.), после чего там тоже установилась республика. Поводом к восстанию против сыновей Писистрата, которое подняли Гармодий и Аристогитон, была попытка одного из них — Гиппарха, соблазнить Гармодия — возлюбленного Аристогитона (потом он ещё отстранил его сестру от участия в церемониях, что тоже было оскорбительно). После победы афинской демократии из города был изгнан кузен и тезка Писистратидов — Гиппарх, сын Харма, лишь за то, что его имя ассоциировалось с тираном; аналогичным образом из республиканского Рима был изгнан вдовец Тарквиний Коллатин, кузен и тезка насильника. Этот Гиппарх происходил из дема Колит (Κολλυτός), а родиной Коллатина был город Коллации (Collatia), то есть похожесть обеих историй — не просто совпадение. «Очевидно, что римская история была сконструирована по афинской модели, в сюжете которой уже имелось готовое место для Лукреции (обиженные Гармодий и его сестра)». Другие детали и сюжеты многих рассказов о царствовании Тарквиниев брались римскими анналистами у Геродота — из рассказов о полководце Зопира при захвате Дарием Вавилона, совете тирана Милета Фрасибула коринфскому тирану Периандру и проч.

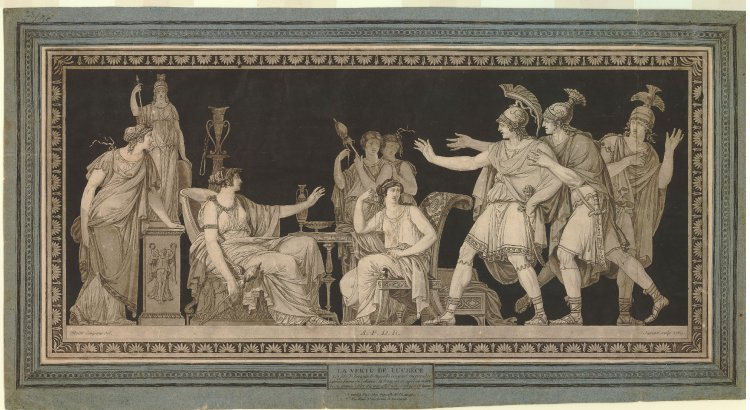
«Добродетель Лукреции»: женщина изображена со служанками за прядением шерсти, гравюра 1789 года.

Обращают внимание на сходство между рассказом о проверке Лукреции и описанной у Геродота историей о Кандавле, который решил похвастаться своей обнаженной женой перед Гигесом. Идея «состязания жен» — эллинистическая по духу и неоднократно встречалась в греческой литературе; а примерное поведение Лукреции (прядение шерсти) явно соответствует политике императора Августа, во время которого был опубликован текст Тита Ливия. Разные записанные версии истории могут зависеть от того, что при подготовке и после издания законов Августа обсуждалась проблема соотношения в римском праве прелюбодеяния (adulterium) и насилия (raptus) и, соответственно, наказания — история Лукреции могла использоваться как иллюстрация. «Содержание истории у Ливия показывает, что как в обществе, так и в праве различалось отношение к женщине, обесчещенной силой (per vim stuprum, raptus), и той, которая добровольно позволила вовлечь себя в бесчестие (stuprum)».

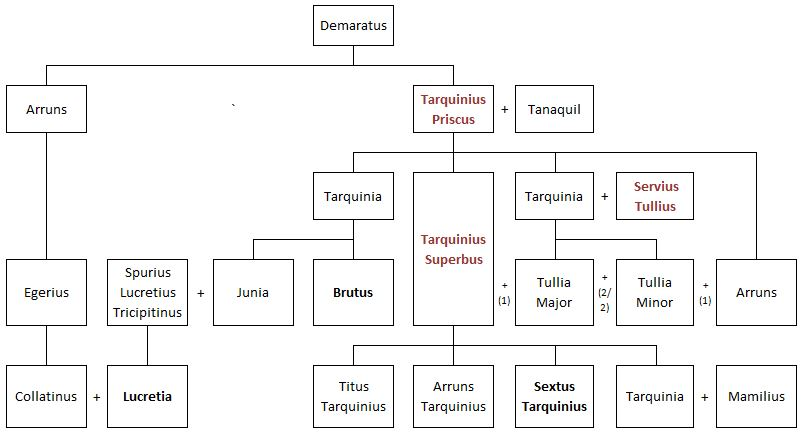
Родословное древо Тарквиниев, показывающее связи рода с Лукрецией и Брутом

Существует теория, что в легенде можно вычленить следы обряда по смене царя в Древнем Риме. Скачки молодых людей для проверки женщин, по Овидию, приходились на 24 февраля — день, когда по римскому календарю справлялся праздник Регифугия, связанный с ежегодным обновлением царской власти, конные скачки издавна были центральным ритуалом этого праздника. «К главным участникам состязания следует отнести царских сыновей, Тита, Аррунта и Секста, царских племянников — Тарквиния Коллатина и Юния Брута и, вероятно, Валерия Попликолу, степень родства которого с Тарквиниями неизвестна. Результатом состязания, как известно, стало изгнание царских сыновей и учреждение республики, первыми консулами которой были Коллатин, Брут, а затем и Валерий. Это позволяет предположить, что конные скачки возглавлялись двумя триадами знатных юношей и победившее трио получило власть в Риме». По мнению историков, анализ легенды с этой точки зрения показывает, что победителем скачки стал Коллатин, а Секст Тарквиний попытался узурпировать его победу. Лукреция в этом ритуале, очевидно, играла роль жены «священного царя» (regina), тем более, что по матери она была потомком той же царской династии. Изнасилование могло произойти в тот день, когда Лукреция ожидала Священного Брака с царем — и именно нарушение обряда привело к преемственности царской власти в Риме. Поскольку у Лукреции не было детей, это подтверждает версию, что супруги были молодоженами, или даже их брак ещё не был консуммирован — то есть Тарквиний поспешил занять место Священного царя, украсть чужую невесту.
Клятва родственников над мертвым телом Лукреции позволяет интерпретировать её смерть как жертвоприношение, связанное с обновлением царских полномочий. Фигуры Брута и Валерия являются чужеродными в этой истории соперничества двух «братьев» из-за женщины, это подтверждает быстрая смерть Брута после победы: «с точки зрения литературного сюжета его фигура совершенно не была необходимой в этой истории». Однако рост популярности Брута как исторической личности в последующие века вытеснил персонажа-вдовца, другого царского племянника. Возможно, этот Брут вообще является фиктивной фигурой, введенной позже для возвышения его «потомков»; его возвышение в памяти началось примерно в конце IV века до н. э.

## Искусство
Святой Августин использует фигуру Лукреции в своем труде «О граде Божьем» (ок. 426 г. н. э.) для оправдания изнасилованных христианок, которые не покончили с собой. История Лукреции была популярной морализаторской «сказкой» в позднем средневековье. Данте помещает Лукрецию в лимбе, предназначенном для римлян и других «добродетельных язычников» («Ад», IV) . Кристина Пизанская использовала её образ так же, как Августин. Чосер пишет о ней в The Legend of Good Women, Джон Гауэр в Confessio Amantis (Книга VII). Шекспир посвятил этой истории целую поэму (которая считается слабой), и упоминает Лукрецию в нескольких пьесах. Комедия Макиавелли «La Mandragola» основана на истории Лукреции.
Изображения Лукреции и сюжеты, связанные с ней, — излюбленная тема ренессансной живописи. В музыке (кантата Г. Ф. Генделя, оперы Б. Бриттена и О. Респиги).
Произведения
- «Тарквиний и Лукреция» — картина Рубенса
- «Обесчещенная Лукреция» — поэма Шекспира (1594)
- «Поругание Лукреции» — трагедия Томаса Хейвуда (1608)
- «Самоубийство Лукреции» — картина Альбрехта Дюрера
- «Смерть Лукреции» — рисунок Тараса Шевченко
- «Тарквиний и Лукреция» - картина Тициана

|                                                             |                                                  |                                                                 |                                                          |                                                           |
| Лукас Кранах «Лукреция», 1533, Берлинская картинная галерея | Рафаэль «Лукреция», ок. 1510, Метрополитен-музей | Рубенс «Тарквиний и Лукреция» ок. 1610, Государственный Эрмитаж | Пармиджанино «Лукреция Римская», 1540, Музей Каподимонте | Тициан «Тарквиний и Лукреция», ок. 1571, Музей Фицуильяма |